# Żukowo
Pour les articles homonymes, voir Żukowo (homonymie).
Żukowo (cachoube : Żukòwò, latin : Sucovia) est une ville de Pologne, située dans le nord du pays, dans la voïvodie de Poméranie. Elle est le chef-lieu de la gmina de Żukowo, dans le powiat de Kartuzy.
La broderie kachoube utilise des motifs respectifs qui lui sont propres et elles se distinguent par le choix des couleurs. L’école la plus ancienne est celle de Żukowo, son nom vient de celui de ses fondatrices, les sœurs norbertines de Żukowo. La tulipe, le trèfle, la rosette et le cœur (à carreaux) en sont des motifs très courants. Dans la broderie kachoube, on utilise sept couleurs traditionnelles.